# Tomasz Cieślak (matematyk)
Tomasz Cieślak (ur. 5 marca 1980 w Białymstoku) – polski matematyk, doktor habilitowany nauk matematycznych, profesor Instytutu Matematycznego Polskiej Akademii Nauk, specjalista w zakresie równań różniczkowych.

## Życiorys
Ukończył VI Liceum Ogólnokształcące im. Tadeusza Reytana w Warszawie (1999) i studia matematyczne na Wydziale Matematyki, Informatyki i Mechaniki Uniwersytetu Warszawskiego (2004, praca magisterska Model chemotaksji z uwzględnieniem efektu przegęszczenia). W 2008 roku uzyskał stopień naukowy doktora na podstawie rozprawy Własności rozwiązań quasiliniowych układów parabolicznych opisujących chemotaksję, obronionej w Instytucie Matematycznym PAN (promotor Dariusz Wrzosek; Nagroda Fundacji Marka Wacławka, 2008, i nagroda ministra nauki i szkolnictwa wyższego za doktorat, 2009). W 2015 roku habilitował się tamże na podstawie pracy Wybuchy rozwiązań w pełni parabolicznego układu typu Keller-Segel.
W latach 2004–2007 doktorant w Instytucie Matematycznym PAN, w latach 2007–2009 pracownik naukowy Wydziału Matematyki, Informatyki i Mechaniki UW. W latach 2009–2011 prowadził badania podoktorskie na Uniwersytecie w Zurychu pod kierunkiem Camillo De Lellisa. W 2011 roku zatrudniony w Instytucie Matematycznym PAN, gdzie pracuje w Zakładzie Równań Różniczkowych. Jest również pracownikiem naukowo-dydaktycznym Wydziału Matematyki i Nauk Informacyjnych Politechniki Warszawskiej.
W latach 2013–2016 członek jury Nagrody im. Kazimierza Kuratowskiego. W latach 2017–2019 członek Zarządu Głównego Polskiego Towarzystwa Matematycznego. W latach 2019–2022 zastępca dyrektora ds. naukowych Instytutu Matematycznego PAN. Członek Rady Naukowej Instytutu Matematycznego PAN w kadencji 2023–2026.